# Commission nationale consultative des droits de l'homme
Pour les articles homonymes, voir Commission nationale consultative.
Ne doit pas être confondu avec Comité consultatif national d'éthique.
La Commission nationale consultative des droits de l’homme (CNCDH) est une institution nationale française de protection et de promotion des droits de l’homme, fondée en 1947 sur l'initiative de René Cassin et accréditée de statut A auprès des Nations unies.
En droit français, elle est assimilée à une autorité administrative indépendante, dotée d’une mission de conseil auprès des décideurs publics en matière de droits de l'homme et de droit international humanitaire, et d’une mission de contrôle des engagements internationaux de la France en ces matières.
La CNCDH a cinq mandats de rapporteur national indépendant. Elle évalue : 
1. La politique de lutte contre le racisme, l’antisémitisme et la xénophobie, depuis 1990[1] ;
2. La politique menée pour lutter contre la traite et l’exploitation des êtres humains, depuis 2014[2] ;
3. La mise en œuvre des principes directeurs des Nations unies sur les entreprises et les droits de l'homme, depuis 2017[3] ;
4. La politique de lutte contre toutes les formes de haine anti-LGBT, depuis 2018[4] ;
5. L'effectivité des droits des personnes en situation de handicap, depuis 2020[5].

La CNCDH est également la commission de mise en œuvre du droit international humanitaire au sens du CICR.

## Caractéristiques

### Indépendance
Conformément aux principes définis par la résolution no 48/134 de l’Assemblée générale des Nations unies du 20 décembre 1993, dits « Principes de Paris », et tel que réaffirmé dans la loi du 5 mars 2007, la CNCDH agit en toute indépendance. Elle ne peut recevoir aucune instruction de la part des pouvoirs publics constitutionnels.

### Pluralisme
Sa composition pluraliste, qui associe personnalités qualifiées et représentants de la société civile, permet de refléter la diversité des opinions sur les questions liées aux droits de l’homme.

### Tous les droits de l'homme
Les droits de l'Homme sont universels, indissociables et interdépendants. La CNCDH s'occupe de tous les droits de l'homme sans distinction.

## Composition
Les membres de la CNCDH sont nommés par arrêté de la Première ministre ou du Premier ministre, après l’avis d’un Comité composé du Vice-président du Conseil d’État, du Premier président de la Cour de cassation et du Premier président de la Cour des comptes, qui est rendu public.
La CNCDH est composée de :
- pour la société civile
  - des représentants de 24 associations de défense et de promotion des droits de l'Homme
  - des représentants des principales confédérations syndicales représentatives
- pour les personnalités qualifiées
  - d'experts français siégeant dans les instances internationales de droits de l’homme
  - d’universitaires, magistrats, avocats spécialistes des droits de l’homme
  - des représentants de toutes les religions du Livre
- pour les personnalités de droit :
  - d'un député désigné par l'Assemblée nationale
  - d'un sénateur désigné par le Sénat
  - d'un membre du Conseil économique, social et environnemental désigné par cette assemblée
  - du Défenseur des droits.

L'actuelle mandature de la CNCDH a été nommée par arrêté le 12 novembre 2022. La liste des membres est disponible sur le site Internet de la CNCDH.
Jean-Marie Burguburu est nommé président par arrêté du 31 janvier 2020 et renouvelé le 12 novembre 2022 pour un mandat de trois ans.
La CNCDH est dotée d’un Secrétariat général, dirigé par Magali Lafourcade, magistrate nommée par le Premier ministre (2016-). Le Secrétariat était précédemment dirigé par Michel Forst (2005-2016).

## Missions
- Conseiller les pouvoirs publics dans l'élaboration et la mise en œuvre des politiques publiques à l'aune des grands textes internationaux des droits de l'Homme et du droit international humanitaire
- Contrôler l’effectivité en France des droits protégés par les conventions internationales des droits de l’Homme
- Contrôler le respect par la France de ses engagements internationaux en matière de droits de l'Homme et de droit international humanitaire.
- Assurer le suivi de la mise en œuvre par la France des recommandations des comités internationaux et régionaux
- Sensibiliser le grand public et éduquer aux droits de l’homme.

## Modes d'action sur la scène nationale
La CNCDH rend des avis soit sur saisine du Premier ministre ou de tout autre membre du Gouvernement, soit par auto-saisine. Elle agit en force de proposition, pour apporter sa contribution à l'élaboration de projets de lois, propositions de loi ou projets de règlement, et en réaction à des actions initiées par le Gouvernement ou des lois votées par le parlement.
Les avis sont débattus, amendés et adoptés en assemblée plénière puis publiés au Journal officiel de la République française et largement diffusés.
Elle s'exprime également par des déclarations soumises en assemblée plénière.
Les travaux parlementaires font régulièrement référence aux travaux de la CNCDH.
En tant que Rapporteur national indépendant sur la lutte contre le racisme sous toutes ses formes, sur la lutte contre la traite et l’exploitation des êtres humains, sur la mise en oeuvre des Principes directeurs des Nations unies relatifs aux entreprises et aux droits de l'homme, sur la lutte contre haine et les discriminations anti-LGBT et sur l'effectivité des droits des personnes handicapées, la CNCDH produit des rapports périodiques, des avis et mène des événements de sensibilisation à ces thématiques.
La CNCDH est aussi Commission de mise en œuvre du droit international humanitaire.
Depuis 2014, elle est également membre de la Plateforme nationale d’actions globales pour la Responsabilité sociétale des entreprises (Plateforme RSE), et depuis 2016 du UN Global Compact France.
Depuis 1988, elle remet chaque année le prix des droits de l'Homme de la République française à cinq associations.

### Prises de position
Jean-Marie Delarue, président de la Commission nationale consultative des droits de l'homme, estime en avril 2019 que les libertés fondamentales sont en très mauvais état en France. Il met en garde contre l'inflation de lois nouvelles, depuis la Loi Peyrefitte de 1981, qui vise à restreindre les libertés au prétexte de la sécurité. Il estime ainsi qu'avec l'état d'urgence permanent, et la « loi anticasseurs », « on installe une distinction entre le français ordinaire, qui a tous les droits, et le français suspect, qui a droit à des procédures particulières, à des juges particuliers… Cette dernière catégorie ne cesse de s’élargir ». Il constate que la garde à vue de Gaspard Glanz s'inscrit dans un contexte plus général de restriction des libertés fondamentales en France.
La CNCDH indique en juillet 2019 souscrire à l'objectif de la proposition de loi contre les contenus haineux sur Internet, mais juge cependant la proposition de loi « inadéquate et disproportionnée » et appelle à la revoir intégralement.
En 2023, la Ligue des droits de l'homme (LDH) accuse l'État d'avoir délibérément empêché les secours d'accéder aux blessés lors de la manifestation contre la construction d'une méga-bassine à Sainte-Soline le 25 mars. Jean-Marie Burguburu a adressé le 7 avril un « courrier courroucé » à la Première ministre Élisabeth Borne pour défendre l'association — le journal Le Point affirme lui que de nombreux témoignages ont démontré la fausseté de cette affirmation[pertinence contestée]. Peu après, la Licra, membre de la CNCDH, annonce se désolidariser de ce courrier « à la rhétorique radicale » envoyé notamment en son nom.
La CNCDH appelle en juin 2024 « faire barrage » à l’extrême droite lors des législatives anticipées.

## Modes d’action sur la scène internationale

### Nations unies
En sa qualité d’Institution nationale des droits de l’homme, accréditée par les Nations unies, la CNCDH interagit avec l’ensemble des organes des traités des Nations unies, concourant ainsi au contrôle des engagements internationaux de la France en matière de droits de l’homme. Elle agit par le biais de contributions écrites, d’auditions et de rencontres avec les experts des organes des traités.
Concernant la Convention internationale sur les droits des personnes handicapées, la CNCDH est l’un des acteurs du mécanisme français de monitoring, fondé sur l’article 33 de la Convention des Nations unies.
Elle participe également à l’Examen périodique universel.
La CNCDH entretient aussi des liens étroits avec les rapporteurs spéciaux des Nations unies, experts indépendants auxquels elle transmet régulièrement des informations, qu'elle peut alerter si nécessaire.

### Conseil de l'Europe
Elle interagit également avec les organes du Conseil de l'Europe. Elle formule des tierces interventions sur des cas d’espèces emblématiques devant la Cour européenne des droits de l’homme et suit l’exécution des arrêts par la France, en formulant au besoin des communications adressés au Comité des ministres.

## Réseaux

### Réseau international
La CNCDH est membre de l'Alliance mondiale des Institutions nationales des droits de l'homme GANHRI (Global Alliance of National Human Rights Institutions). Jusqu’en 2016, elle était membre du bureau de GANHRI.
La CNCDH, par le biais de la Secrétaire générale, Magali Lafourcade, est l’un des quatre membres régionaux du Sous-comité des Nations unies d’accréditation des Institutions nationales de promotion et de protection des droits de l’homme.

### Réseaux européens
- La CNCDH est un membre très actif du réseau européen des Institutions nationales des droits de l'homme, ENNHRI (European Network of National Human Rights Institutions). Elle participe à de nombreux groupes de travail et, par le biais de la Secrétaire générale, elle est le membre élu représentant l’Europe au Sous-comité des Nations unies d’accréditation des Institutions nationales des droits de l’homme.

- Réseau des Rapporteurs nationaux sur la traite des êtres humains : la CNCDH, en sa qualité de Rapporteur national indépendant chargé de l’évaluation de la politique menée en matière de traite et d’exploitation des êtres humains, participe au réseau des Rapporteurs nationaux, coordonné par la Commission européenne, en vertu de la directeur européenne de 2011[19].
- Réseau de l’Agence européenne des droits fondamentaux : la CNCDH assure le secrétariat de l’Institut français des droits et libertés, point focal français de l’Agence des droits fondamentaux de l'Union européenne.

### Réseau francophone
La CNCDH assure le secrétariat de l’Association francophone des Commissions nationales des droits (AFCNDH).

## Historique
Un arrêté du ministre des Affaires étrangères du 17 mars 1947 donnait naissance à la Commission consultative pour la codification du droit international et la définition des droits et devoirs des États et des droits de l’homme, placée sous la présidence de René Cassin, juriste du général de Gaulle à Londres, Compagnon de la Libération. Très vite appelée Commission consultative de droit international, puis Commission consultative des droits de l’homme, elle est composée de dix membres (diplomates, magistrats, avocats, universitaires). Dès le 16 juin 1947, René Cassin met à l'étude un projet en 45 articles d'une Déclaration universelle des droits de l’homme, dont la version finale sera adoptée le 10 décembre 1948 par l'Assemblée générale des Nations unies réunie au Palais de Chaillot, à Paris et dont le cinquantième anniversaire a été célébré en 1998. Sa deuxième tâche sera de participer à la création de la Commission des droits de l’homme des Nations unies, dont la Commission consultative française deviendra l'un des premiers relais nationaux. La Commission consultative ouverte à d'autres experts et aux représentants de six ministères préparera les positions françaises concernant toutes les questions relevant des droits de l’homme dans les instances internationales particulièrement lors de l'élaboration des Pactes et Conventions. Elle émettra des vœux ou recommandations sur des sujets d'intérêt national et fonctionnera avec quatre groupes de travail à partir de 1952. Elle élargira son champ de compétence jusqu'à la disparition, le 20 février 1976, de son président, René Cassin, prix Nobel de la Paix, enterré au Panthéon.
Le 30 janvier 1984, la Commission consultative des droits de l’homme est réactivée sous la présidence de Nicole Questiaux, ancienne ministre, conseillère d’État. Elle assiste de ses avis le ministre des Relations extérieures quant à l'action de la France en faveur des droits de l’homme dans le monde et particulièrement au sein des organisations internationales.
Le 21 novembre 1986, sa compétence portant sur les questions internationales relatives aux droits de l’Homme est étendue au plan national. La Commission est rattachée au secrétariat d’État chargé des droits de l’homme auprès du Premier ministre. Nommée pour deux ans, elle est composée de quarante membres. Elle est présidée par Jean Pierre-Bloch, ancien ministre.
Le 31 janvier 1989, la Commission nationale consultative des droits de l’Homme est directement rattachée au Premier ministre. Elle se voit attribuer la faculté d’auto saisine pour toutes les questions de sa compétence. Elle réunit 70 membres et sa présidence est assurée en avril 1989 par Paul Bouchet, ancien bâtonnier du barreau de Lyon, conseiller d’État.
Le 13 juillet 1990, la Commission reçoit sa consécration législative à l’occasion du vote de la loi tendant à réprimer tout acte raciste, antisémite ou xénophobe qui lui confie la tâche de présenter un rapport annuel.
Le 9 février 1993, le statut de la Commission, expressément reconnue comme « indépendante », est mis en conformité avec les principes directeurs concernant le statut et le rôle des Institutions nationales de protection et de promotion des droits de l’homme adoptés par les Nations unies.
Le 18 mars 1996, Jean Kahn est nommé président de la Commission qui intègre de nouveaux membres. Le 11 septembre 1996, la mission de la Commission est élargie aux situations humanitaires d’urgence, aux dispositifs permettant de faire face à ces situations et à l’application du droit international humanitaire.
Le 10 mai 1999, Pierre Truche, premier président honoraire de la Cour de cassation, est nommé président de la Commission, qui s’enrichit de nouveaux membres et le 22 octobre 1999, une circulaire du Premier ministre est publiée au Journal officiel dans laquelle Lionel Jospin indique : « J’ai demandé au secrétaire général du gouvernement de s’assurer désormais que la Commission sera bien saisie de tous les textes d’envergure dont le contenu entre dans son champ de compétence. [...] À cet égard, je vous demande de mettre en place dans votre département un dispositif chargé, en liaison avec le secrétariat général du Gouvernement et mon cabinet, du suivi des recommandations émises par la CNCDH ».
Le 15 décembre 2000, Alain Bacquet, président de section honoraire au conseil d’État est nommé président de la Commission après la démission de Pierre Truche, appelé à d’autres fonctions. Le 27 septembre 2002, Joël Thoraval, préfet honoraire et président du Secours catholique, est nommé président de la CNCDH.
Joël Thoraval est renouvelé en 2005 dans ses fonctions de président de la CNCDH.

Le Président de la République promulgue la loi du 5 mars 2007 adoptée à l’unanimité par le Parlement et qui dispose :

« La Commission nationale consultative des droits de l’homme assure, auprès du Gouvernement, un rôle de conseil et de proposition dans le domaine des droits de l’homme, du droit international humanitaire et de l’action humanitaire. Elle assiste le Premier ministre et les ministres intéressés par ses avis sur toutes les questions de portée générale relevant de son champ de compétence tant sur le plan national qu’international. Elle peut, de sa propre initiative, appeler publiquement l’attention du Parlement et du Gouvernement sur les mesures qui lui paraissent de nature à favoriser la protection et la promotion des droits de l’homme. La commission exerce sa mission en toute indépendance.
Elle est composée de représentants des organisations non gouvernementales spécialisées dans le domaine des droits de l’homme, du droit international humanitaire ou de l’action humanitaire, d’experts siégeant dans les organisations internationales compétentes dans ce même domaine, de personnalités qualifiées, de représentants des principales confédérations syndicales, du Médiateur de la République, ainsi que d’un député, d’un sénateur et d’un membre du Conseil économique et social désignés par leurs assemblées respectives. Le mandat de membre de la commission n’est pas révocable pour autant que son titulaire conserve la qualité en vertu de laquelle il a été désigné et qu’il se conforme à l’obligation d’assiduité qui lui incombe.
Des représentants du Premier ministre et des ministres intéressés peuvent participer sans voix délibérative aux travaux de la commission. »

Le bâtonnier Yves Repiquet est nommé président de la CNCDH en 2009. Christine Lazerges lui succède en 2012, jusqu'au 23 novembre 2018.
Le 11 janvier 2018, son siège déménage du 35, rue Saint-Dominique au 20, avenue de Ségur, Paris 7e.
Le 11 avril 2019, Jean-Marie Delarue est nommé président de la Commission par arrêté du Premier ministre. Il démissionne le 31 octobre 2019, soit un peu plus de 6 mois après sa nomination. Le conseiller d'Etat avait proposé un projet de réforme des méthodes de travail qui avait été rejeté.
Par arrêté du Premier ministre en date du 31 janvier 2020, Jean-Marie Burguburu, ancien président du Conseil National des Barreaux, est nommé président de la Commission, il est renouvelé dans ses fonctions le 12 novembre 2022.

## Publications
La CNCDH publie un très grand nombre de textes : avis et déclarations publiés au Journal Officiel JORF et rapports publiés à la Documentation française. Les publications sont toutes disponibles sur le site Internet de l'institution.
Comme vu à l'historique depuis la loi du 13 juillet 1990, la CNCDH remet chaque année au Gouvernement un rapport qui dresse un état des lieux du racisme, de l’antisémitisme et de la xénophobie en France. Le rapport fait également état des moyens mis en œuvre et émet des recommandations.